# Pamela Lyndon Travers
Pamela Lyndon Travers (ur. 9 sierpnia 1899 lub 1906 w Maryborough w Australii, jako Helen Lyndon Goff, zm. 23 kwietnia 1996 w Chelsea w Londynie) – australijska poetka i pisarka książek dla dzieci. Sławę przyniosła jej seria książek o Mary Poppins. Na podstawie książek powstał film, wiele sztuk teatralnych i skomponowana została suita.

## Życiorys
Jej pseudonim artystyczny pochodzi od imienia jej ojca – Traversa Goffa, natomiast imię Pamela było popularne w czasach po I wojnie światowej i wybrała je sama Helen. Ojciec pochodził z Anglii, gdzie był pracownikiem giełdy w Londynie; w Australii zaś pracował jako urzędnik bankowy. Nadużywał alkoholu oraz konfabulował historię o swoim irlandzkim urodzeniu i dzieciństwie, chociaż nigdy nie był w Irlandii. Matka natomiast wierzyła w wychowywanie córki poprzez wygłaszanie różnego rodzaju sentencji, które wiele lat później Travers wykorzystała w trakcie pisania Mary Poppins. Travers jako dziecko miała bujną wyobraźnię, kochała zwierzęta, dużo czytała, zwłaszcza bajki.
Gdy Pamela miała siedem lat, zmarł jej ojciec i rodzina została zmuszona wyprowadzić się do Bowral w Nowej Południowej Walii, gdzie mieszkała jej ciotka, posiadająca plantację cukrową. Travers rozpoczęła tam naukę w szkole dla dziewcząt Normanhurst Private Girls School. Już jako nastolatka pisała wiersze, które ukazywały się w australijskich czasopismach. Uczęszczała również na lekcje muzyki. W wieku siedemnastu lat przeprowadziła się do Sydney i rozpoczęła karierę aktorską. Mimo że w aktorstwie odniosła pewien sukces, musiała dorabiać jako dziennikarka. W literackim periodyku „The Bulletin” (1923 rok) publikowała wiersze, które przyniosły jej uznanie jako poetce. Travers nie czuła się jednak dobrze w Australii, zdecydowała się więc w 1924 roku na wyjazd z kraju do Wielkiej Brytanii, którą uważała za centrum anglojęzycznej literatury.
W Wielkiej Brytanii utrzymywała się początkowo z pisania artykułów, które wysyłała do Australii i Nowej Zelandii, między innymi ukazywały się one w nowozelandzkim „Christchurch Herald”. Wkrótce znalazła również wydawców w Irlandii; od 1925 zwłaszcza „Irish Statesman” stanowił jej główne źródło dochodów. Poznała tam George’a Williama Russella, poetę, malarza, jedną z czołowych postaci literackiego odrodzenia artystycznego, jej platoniczną miłość. Dzięki Russelowi Travers poznała świat irlandzkich baśni, legend i poezji. W tym czasie poznała również Gurdżijewa i zainteresowała się mistycyzmem.
W 1934 roku zachorowała na zapalenie opłucnej, przerwała więc karierę pisarską i zamieszkała w wiejskim domu w Sussex. To Russel podsunął jej pomysł, aby napisała historię o czarodziejce. Wymyślona przez Travers opowieść urosła do rozmiarów książki i została wydana w 1934 roku. Ilustracje do powieści stworzyła Mary Shepard – córka E.H. Sheparda – ilustratora Kubusia Puchatka. Wkrótce, w 1934 roku, wyszła kolejna powieść o Mary Poppins. Książki te nie były skierowane wyłącznie do dzieci, zawierają w sobie również wątki zaczerpnięte z jej własnego życia (np. ojciec Michasia i Janeczki jest bankierem, podobnie jak ojciec pisarki). W sumie powstało sześć książek o przygodach niani-czarodziejki oraz dwie książki-kompilacje: Mary Poppins From A to Z (1962) i Mary Poppins in the Kitchen (1975) (Mary Poppins od A do Z, Mary Poppins w kuchni, Jaguar S.J. 2014).
W 1939 roku, po wybuchu II wojny światowej, Travers rozpoczęła pracę w brytyjskim Ministerstwie Informacji, które wysłało ją do Stanów Zjednoczonych. Z tego okresu pochodzi jej książka I Go by Sea, I Go by Land (1941 rok). Około 1940 roku powstała pierwsza sztuka teatralna o Mary Poppins, nie została ona jednak zaakceptowana przez pisarkę. Nie wygasało jej zainteresowanie mistycyzmem – w 1944 roku przeniosła się do Window Rock w Arizonie, gdzie spędziła lato wraz z plemieniem Indian Navaho.
Na podstawie książek o Mary Poppins powstał film, który jednak według autorki nie był dobrą adaptacją powieści. Już w 1945 roku Travers dostała ofertę zekranizowania książek o Mary Poppins, jednak zwlekała z zaakceptowaniem jej przez wiele lat, aż do 1959. Ukończenie filmu zajęło pięć lat, głównie ze względu na różnice zdań pomiędzy autorką książek a scenarzystami. Na podstawie filmu w 2004 roku powstała sztuka teatralna.
Pamela Lyndon Travers przyjęła posadę pisarza-rezydenta w Smith College w Massachusetts (1966), oraz w Radcliffe College i na Uniwersytecie Harvarda. W 1975 roku opublikowała About the sleeping beauty – zbiór 5 wersji baśni o Śpiącej królewnie, takich autorów jak bracia Grimm, Charles Perrault, Giambattista Basile, Jeremiah Curtin, F. Bradle-Birt, do których dodała własną interpretację baśni. Napisała ponadto wiele esejów poświęconych folklorowi i mitom, które ukazywały się w piśmie „Parabola”. Wiele z nich, wraz z jej własnymi opowieściami, ukazało się w 1989 roku w książce What the Bee Knows: Reflections on Myth, Symbol and Story. Napisała biografię Gurdżijewa, a w 1971 roku książkę dla dzieci Friend Monkey, opartą na sanskryckim eposie Ramayana.
W 1977 roku została uhonorowana Orderem Imperium Brytyjskiego za wkład w literaturę. Została również wyróżniona honorowym doktoratem Chatham College w Pittsburghu.
Zmarła 23 kwietnia 1996 r. w swoim domu w Chelsea, pogrzeb odbył się 1 maja. Dokładne miejsce pochówku nie jest znane (co zastrzegła w testamencie, nie chcąc by jej grób stał się celem pielgrzymek miłośników Mary Poppins).
W 2013 powstał film Ratując pana Banksa, opowiadający o zmaganiach P.L. Travers (w jej roli Emma Thompson) z Waltem Disneyem, który chciał zekranizować Mary Poppins.